# Си-бемоль минор
Си-бемоль минор (b-moll) — минорная тональность с тоникой си-бемоль. Энгармонически равна ля-диез минору. В си - бемоль миноре есть пять ключевых знаков. Параллельная тональность ре - бемоль мажор.

## Некоторые произведения, написанные в этой тональности
- Аркадий Михайлович Гантовник -  "В небесах дом родной"
- Шопен — Соната для фортепиано № 2, ор. 35; Скерцо № 2 ор. 31, Ноктюрн № 1 Op. 9;
- Чайковский — Концерт для фортепиано с оркестром № 1, ор. 23;
- Рахманинов —Соната для фортепиано № 2, op. 36;
- Мясковский — Симфония № 11, ор. 34;
- Шостакович — Симфония № 13, op. 113, «Бабий Яр»;
- Хренников — Симфония № 1, ор. 4;
- Евгений Дога — Вальс из кинофильма Мой ласковый и нежный зверь.

|     |     |     |    |    |   |   |   |   |   |     |     |     |     |     |
| Ces | Ges | Des | As | Es | B | F | C | G | D | A   | E   | H   | Fis | Cis |
| as  | es  | b   | f  | c  | g | d | a | e | h | fis | cis | gis | dis | ais |